# سوسومو فوجیتا

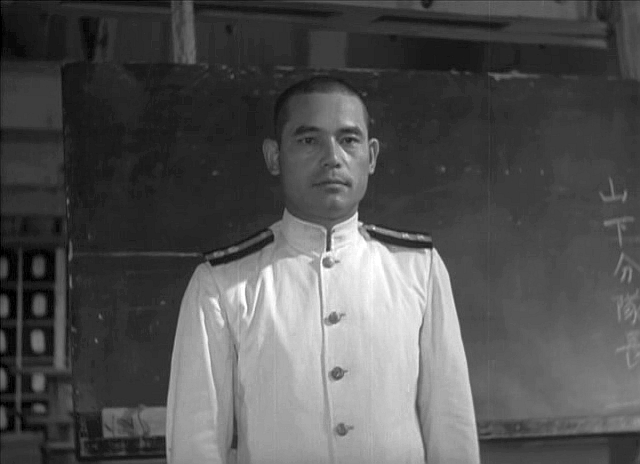
نگاره‌ای از سوسومو فوجیتا، بازیگر ژاپنی، ۱۹۴۲

سوسومو فوجیتا (به ژاپنی: 藤田 進، Fujita Susumu) (۸ مارس ۱۹۱۲ – ۲۳ ژانویه ۱۹۹۱) بازیگر ژاپنی فیلم و تلویزیون بود. او در فیلم آکیرا کوروساوا، سانشیرو سوگاتا و دیگر فیلم‌های کوروساوا همچنین در فیلم‌های مردانی که بر دم ببر گام می‌نهند و دژ پنهان شرکت داشت.